# Gyroporus
Famille
Genre
Le genre Gyroporus, autrefois classé dans la famille des Boletaceae est  un groupe de champignons classé maintenant dans la famille des Gyroporaceae, basidiomycètes de l'ordre des Boletales. Bien que classés dans l'ordre des Boletales, ils sont plus proches des Boletaceae que des Boletinellaceae, des Sclerodermataceae[Quoi ?] selon de nouvelles recherches.

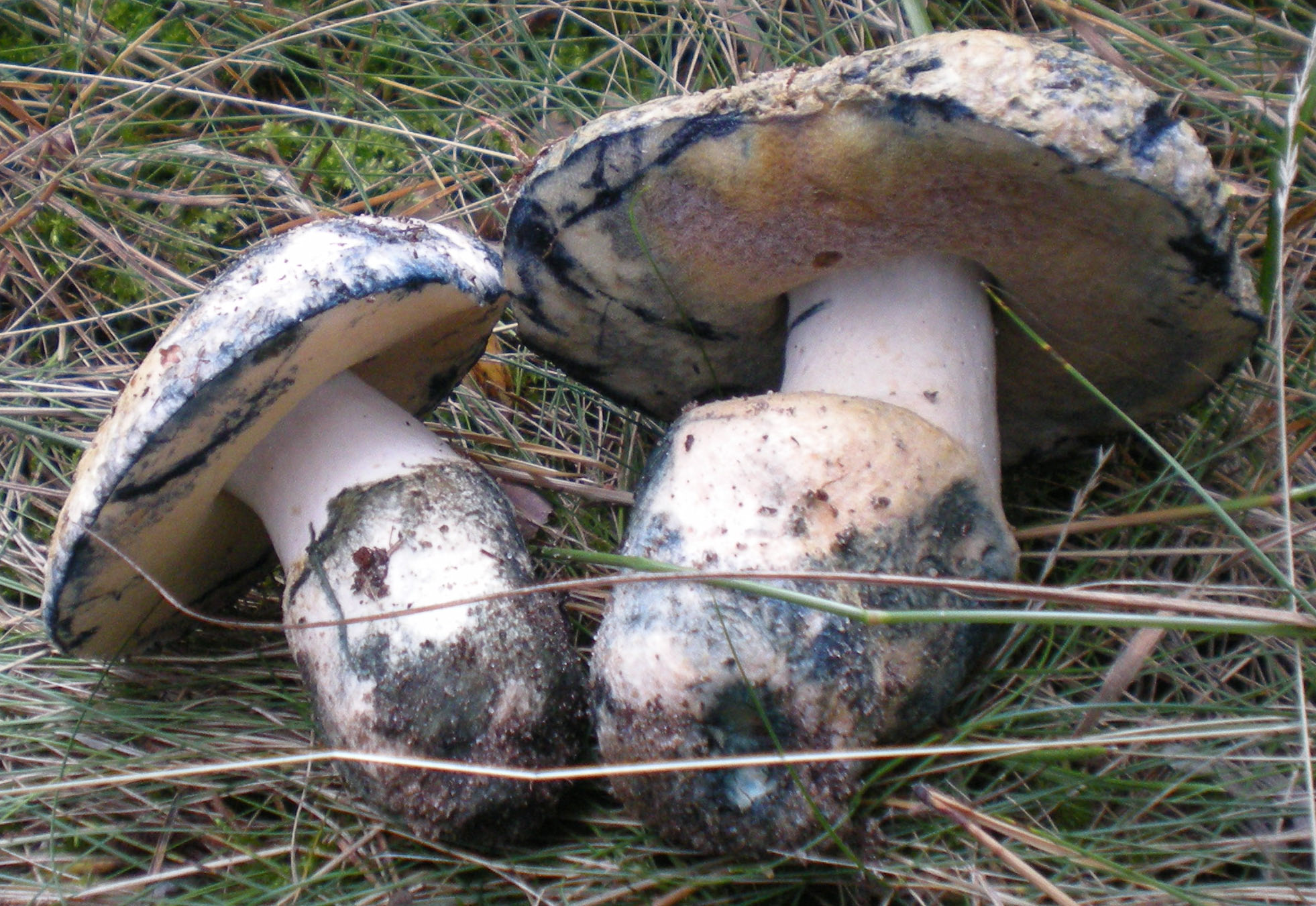
Gyroporus cyanescens

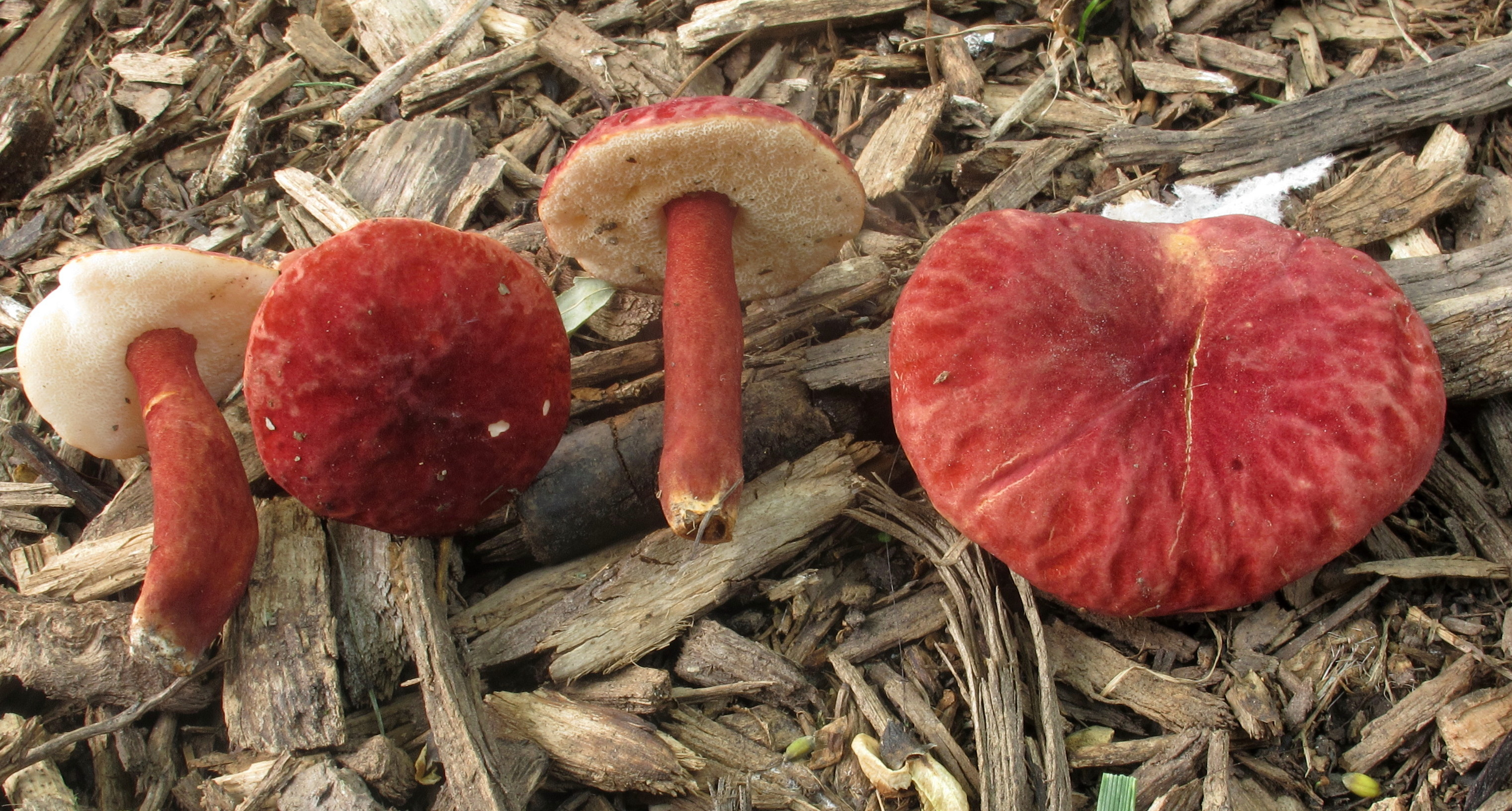
Gyroporus purpurinus

## Description du sporophore
Cuticule sèche, glabre à fibreuse et subsquameuse. Chair blanc jaune pâle, colorée en bleu chez certaines espèces. Hyménium adné, jaune pâle, blanc, puis, avec des pores colorés bleus chez certaines espèces. Stipe sec, glabre ou fibreux, subfurfuracé, creux ou plein. Sporée jaune. Spores lisses, ellipsoïdes.

## Habitat
Zone nord-tempérée et pantropicale ; absent dans l'hémisphère sud, mais occasionnellement en Australie.
Mycorhize avec Pinaceae, Fagaceae, Myrtaceae, Casuarinaceae(?).

## Espèces
Le genre Gyroporus comprend les espèces suivantes:
- Gyroporus  ammophilus
- Gyroporus  brunneofloccosus
- Gyroporus  castaneus
- Gyroporus cyanescens
- Gyroporus heterosporus
- Gyroporus lacteus
- Gyroporus longicystidiatus
- Gyroporus malesicus
- Gyroporus phaeocyanescens
- Gyroporus pseudocyanescens
- Gyroporus pseudolacteus
- Gyroporus purpurinus
- Gyroporus tuberculatosporus
- Gyroporus variabilis